# Sani al Mulk

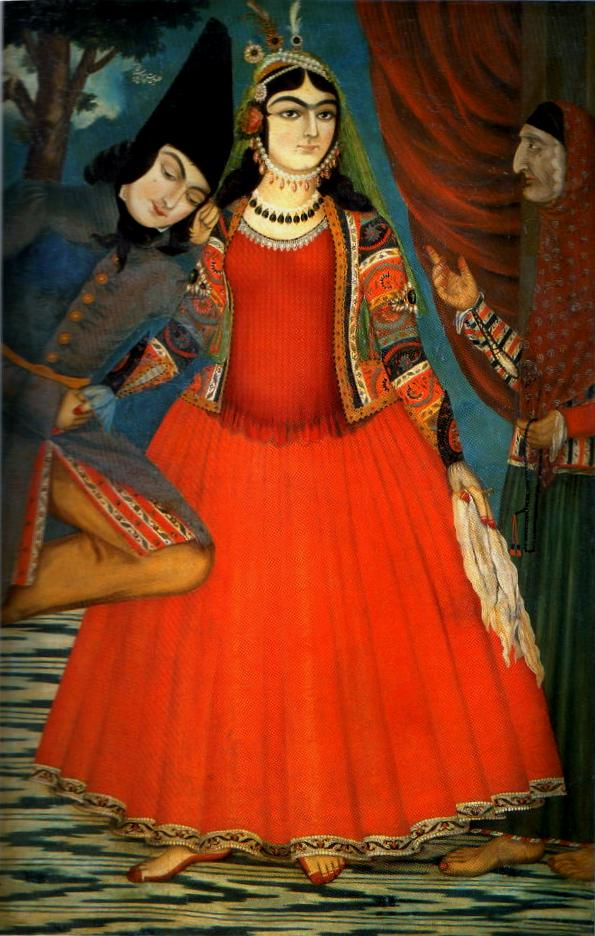
Dos jóvenes amantes y una peluquera. Sani al Mulk -1843, pintura al óleo, Palacio de Golestán

Abu'l-Hasan Khan Ghaffari Kashani (1814-1866) (persa: ابوالحسن غفاری) fue un pintor iraní, artista de miniaturas y lacas, e ilustrador de libros. Cuando se convirtió en el pintor jefe de la corte, también se le conoció como Sani al Mulk (persa: صنیعالملک), que significa "El artesano del reino". Fue alumno de Mihr Ali y pintor de la corte de Muhammad Shah. Tras ser despedido como pintor de la corte, se fue a Europa a estudiar, sobre todo a Italia. Cuando regresó a Irán, se convirtió en director de imprenta y jefe de ilustración de Nasir al-Din Shah y se ganó el título de pintor jefe de la corte. Supervisó la ilustración de un famoso manuscrito de Las mil y una noches, que puede verse hoy en día en Teherán, en la Biblioteca del Palacio de Golestán.

## Familia
Nació en Kashan, Irán. Era tío de Mohammad Ghaffari (Kamal ol Molk), que se convirtió en un aclamado pintor de la corte durante el reinado de Nasereddín Sah Kayar. Era el hijo mayor de Mīrzā Moḥammad Ḡaffārī, y sobrino nieto de Abu'l-Ḥasan Mostawfī. En total, hubo 11 pintores de gran talento en su línea familiar.

## Educación
Los estudiosos coinciden en que probablemente recibió clases de su padre Mīrzā Moḥammad Ḡaffārī antes de convertirse en alumno de Mihr ʿAlī. Mihr Ali fue un reputado pintor y maestro de la corte de Fath Alí Sah. Abu l-Hasan viajó a Europa para continuar su formación en algún momento entre las décadas de 1820 y 1830, aunque la mayor parte de la información sobre su estancia en el extranjero se centra en su estancia de dos o tres años en Italia. Hay varias posibilidades sobre sus motivaciones para ir al extranjero. No está claro si se pagó sus propios gastos o si fue patrocinado por la corte. El profesor de estudios iraníes de Yale, Abbas Amanat, ofrece tres teorías. Una de las teorías de Amanat es que viajó a Europa con fondos personales debido a las limitaciones financieras del Estado de Irán y a los cambios en la política de la corte con la desaparición del gobierno de Āqāsī. Estos cambios hicieron que la corte encargara menos cuadros y de menor tamaño, lo que dificultó que el pintor se ganara la vida. La segunda teoría de Amanat se basa en los cambios en el orden de la corte cuando Mīrzā Taqī Khān se convirtió en tutor del sha y jefe del ejército. Dado que el nuevo orden de la corte probablemente incluía la promoción de la cultura artística moderna más allá de la corte y en la prensa, Abu'l-Hasan pudo haber sido cesado como pintor de la corte y enviado a Europa por el gobierno para aprender sobre el arte de la prensa. La tercera teoría de Amanat es que se vio influenciado para ir al extranjero por destacados artistas europeos que se encontraban en Irán en aquella época, entre ellos el oficial de ingeniería del ejército italo-francés y artista de la acuarela Coronel F. Colombari. Algunos de los retratos en acuarela posteriores de Abu'l-Hasan y un boceto del príncipe heredero de 1845 se asemejan al estilo del coronel, lo que sugiere que tuvo una influencia significativa en él.
Durante su estancia en Europa, estudió principalmente a los maestros del Renacimiento. En 1862, un anuncio público de la apertura de su academia de arte sugería que estudiara obras de los maestros Rafael, Miguel Ángel y Tiziano. El estudio durante esta época consistía principalmente en aprender a recrear las obras de los artistas anteriores. Las copias que creó indican que pasó tiempo en Roma, el Vaticano y Florencia, y Venecia. La academia de arte que abrió seguía el modelo europeo de copia de obras anteriores, lo que hace pensar a los estudiosos que recibió una formación clásica en una academia de arte, probablemente en Florencia.
Abbas Amanat apunta la posibilidad de que Abu'l-Hasan fuera testigo directo del Risorgimento, un intento de unificación italiano. Esto podría haber incluido la llegada de las fuerzas revolucionarias lideradas por Giuseppe Garibaldi a Roma (1882) o la proclamación de la República romana (1849). Dos meses después, Amanat afirma que Abu'l-Hasan pudo ser testigo del colapso de la República Romana cuando las tropas francesas tomaron el control de Roma. Amanat señala que estos sucesos fueron similares a los ocurridos en su país, Irán, como cuandoʿAlī Muḥammad desafió a los mujtahids chiitas y sus tropas fueron aplastadas en siete meses. Además, sostiene que estos acontecimientos demostraron el poder de la prensa y que Abu'l-Hasan aprovecharía el mismo poder como director de la prensa más adelante en su vida. Regresó a Irán en 1850. Siguió la tradición pictórica persa, aunque, según la historiadora del arte y conservadora Donna Stein, su estilo "es indicativo de un carácter moderno, a diferencia de la pintura persa tradicional más estilizada".

## Carrera
Abu'l-Hasan se convirtió por primera vez en pintor de la corte de Kayar cerca del final del reinado de Muḥammad Shāh (1834-1848). Su trabajo llamó la atención del gobernante posterior, Nasereddín Sah Kayar, que lo nombró pintor jefe de la corte y le dio el título de Sani al Molk, que significa "Artesano o Pintor del Reino" o Artesano del Reino. Según la profesora de la Universidad Estatal de Stanislaus, Staci Gem Scheiwiller, se distinguió con "retratos realistas de dignatarios, que transmiten una profunda intensidad psicológica, como en su obra Príncipe Ardishir Mirza, Gobernador de Teherán. También es conocido por sus hábiles y detalladas representaciones de manos, pies y expresiones faciales.
En 1861, fue nombrado director de imprenta y jefe de ilustración por Nasereddín Sah Kayar, quien dijo que Abu'l-Hasan se había ganado este nuevo título por sus superiores habilidades litográficas. Su principal responsabilidad era editar el periódico semanal de la corte, llamado Ruznameh-ye Dowlat-e ʿAliyeh-ye Iran (El periódico del gran gobierno de Irán). El periódico se imprimía mediante un proceso litográfico. Contenía representaciones de acontecimientos notables, retratos de personas del palacio real, impresiones de espacios interiores del palacio y mostraba las actividades diarias de Nasereddín Sah Kayar. Llevar estas imágenes al público permitió a Nasereddín Sah Kayar establecer una mayor relación con sus sujetos. Sani al Molk utilizó principalmente la pintura al óleo y la acuarela para crear las imágenes realistas. Según la académica Staci Scheiwiller, la litografía puede ser en árabe es "basma tasvir", que también significa "pintura después de la imagen impresa". El término sugiere que los artistas persas aprendieron a reproducir la fotografía con la pintura.
Hacia 1862, Nasereddín Sah Kayar puso en marcha una Escuela Real de Arte. Como parte de la escuela, Abu'l-Hasan impartió un taller de impresión litográfica. El objetivo principal de este taller era enseñar a más estudiantes a llevar imágenes al público, pero el taller también reproducía las obras de famosos artistas europeos y las vendía por encargo.

### Las mil y una noches
En 1853, Nasereddín Sah Kayar encargó a Abu'l-Hasan que diseñara y supervisara a 34 pintores en la creación e ilustración del manuscrito de seis volúmenes Las mil y una noches, también conocido como Las mil y una noches en idiomas europeos. Los estudiosos Mahyar Asadi y Azadeh Amjadi, de la Universidad de Bellas Artes de Teherán (Irán), creen que su trabajo en este manuscrito estuvo influenciado por pintores iraníes anteriores durante el reinado del califa Noaman. Encuentran muchas similitudes en la representación del hijo del califa, Zu-olmakan, y de Nasereddín Sah Kayar. Utilizan la semiótica (el estudio de los orígenes) para descubrir que ambos conjuntos de ilustraciones tienen detalles muy similares en los rasgos faciales, la ropa, las manos y los pies. En la actualidad, el manuscrito se conserva en el Palacio de Golestán de Teherán, Irán. El manuscrito contiene 1134 páginas y al menos tres miniaturas por página.

## Galería

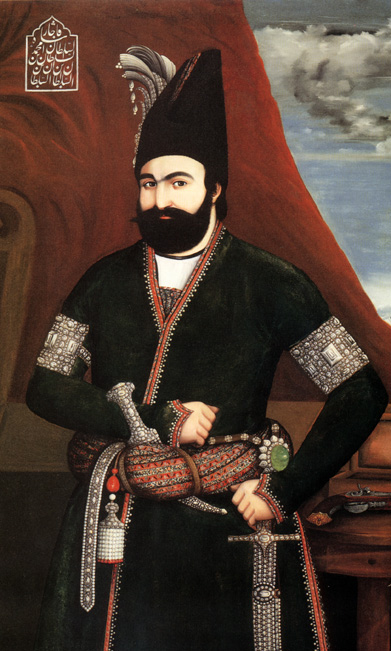
Retrato de Muhammad Sah Kayar, 1841
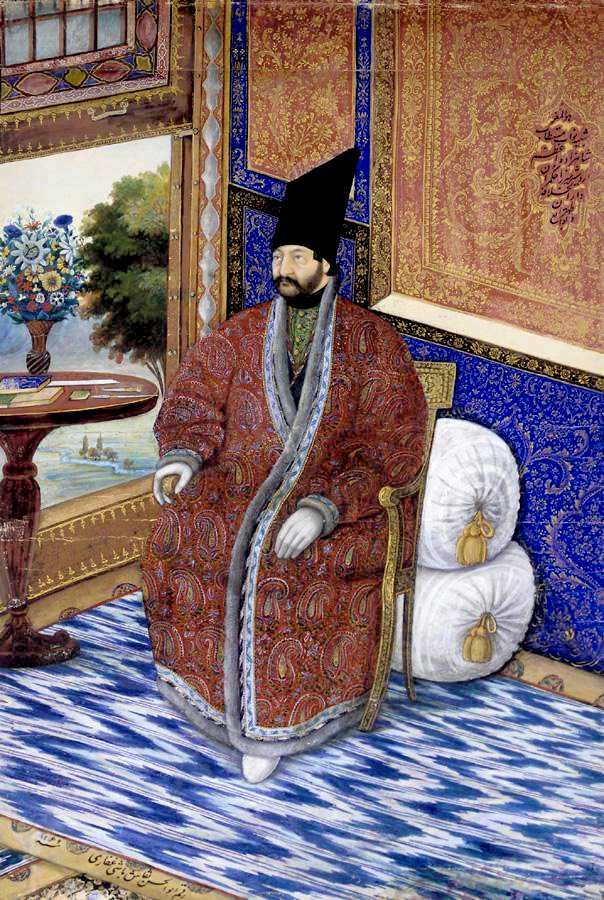
Retrato de Ardashir Mirza. 1853
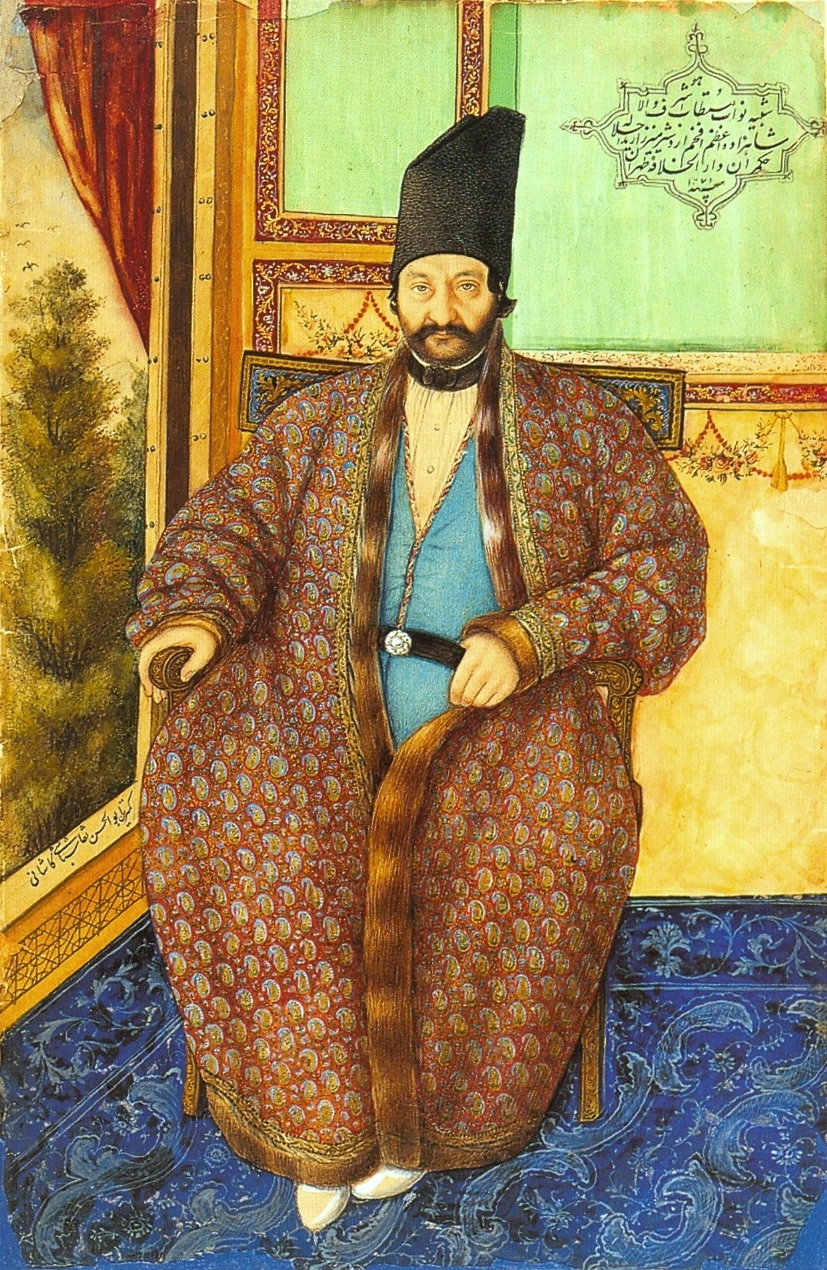
Retrato de Ardashir Mirza. 1854, guache sobre papel.
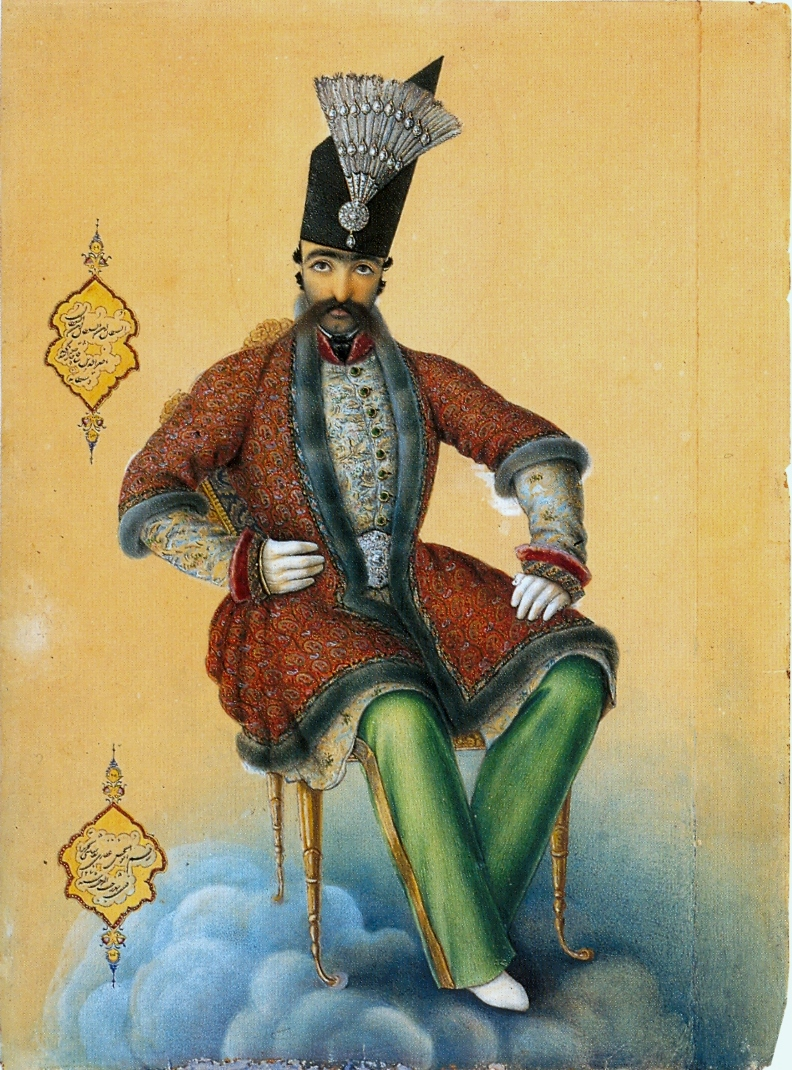
Retrato de Nasereddín Sah Kayar. 1854, miniatura, Louvre
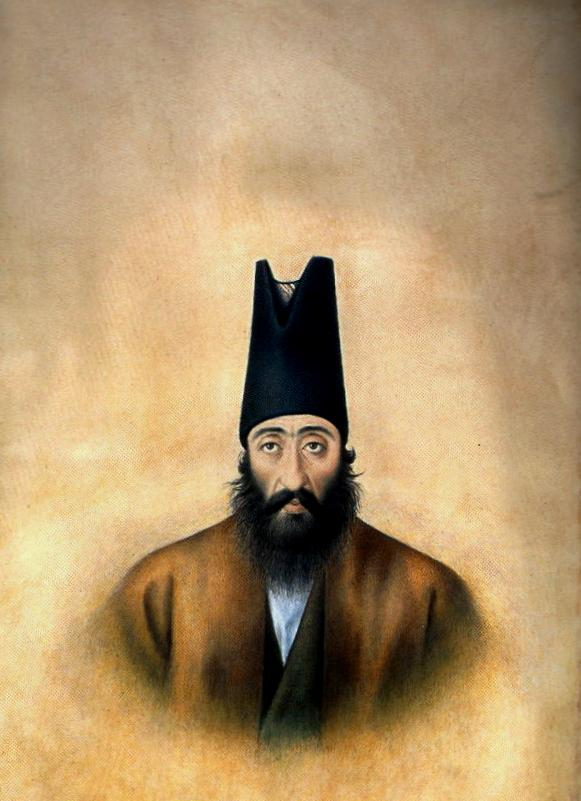
Retrato de Mostofi ol Mamalek, década de 1860, miniatura, Museo Nacional de Irán Malik
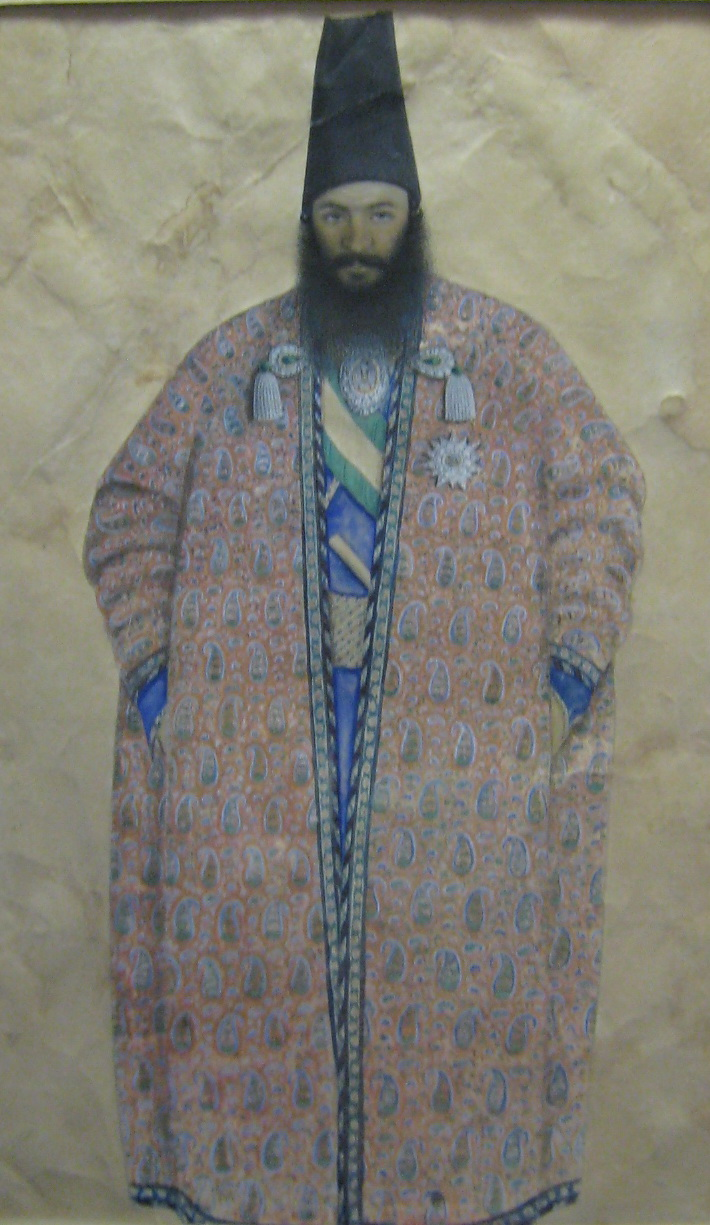
Retrato de un hombre Kayar
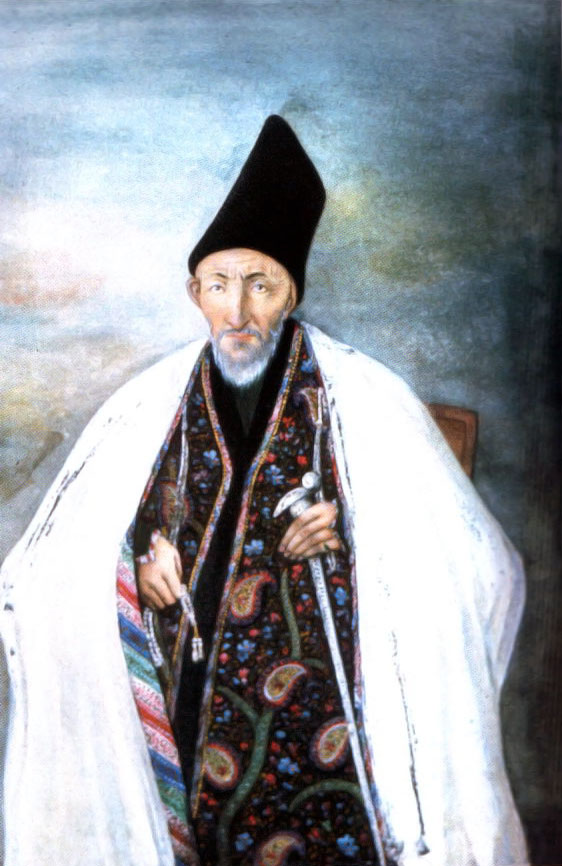
Retrato de Haji Mirza Aghasi
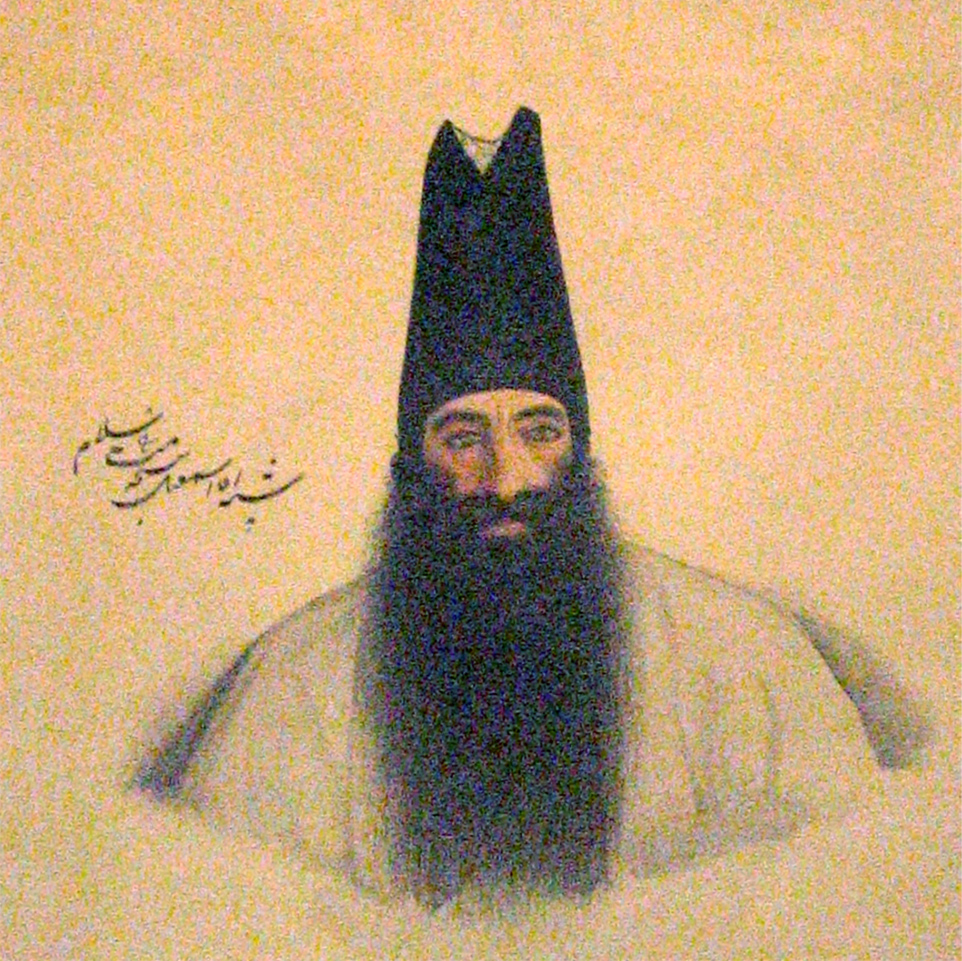
Retrato de Aqa Ismail

### Ilustraciones deLas mil y una noches
Ilustraciones en miniatura de una versión persa de Las mil y una noches, creadas por Sani ol Molk y otros artistas bajo su supervisión. 1853, biblioteca del Palacio de Golestán.

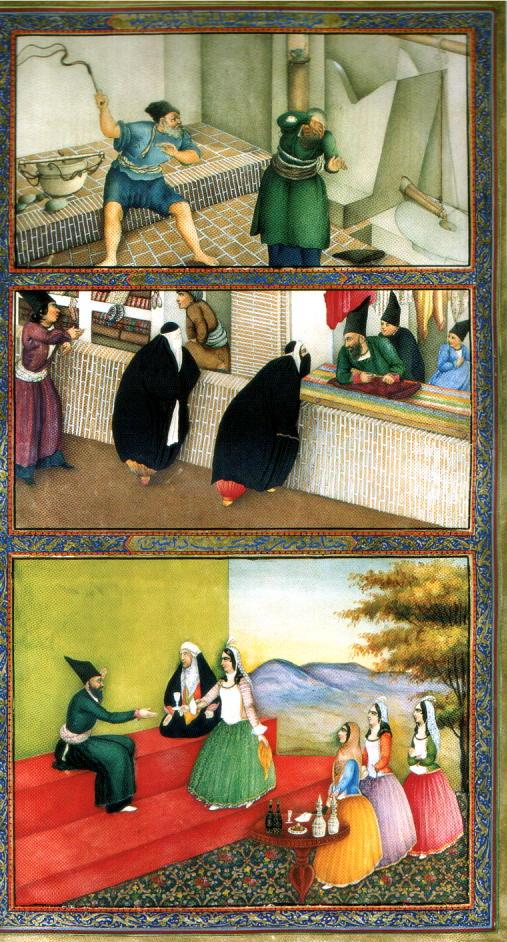
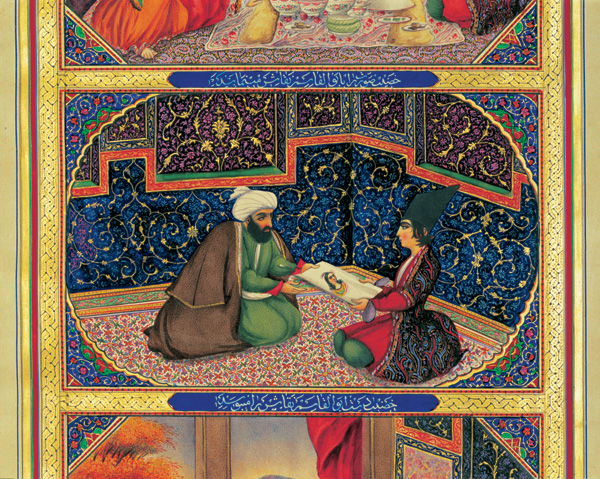
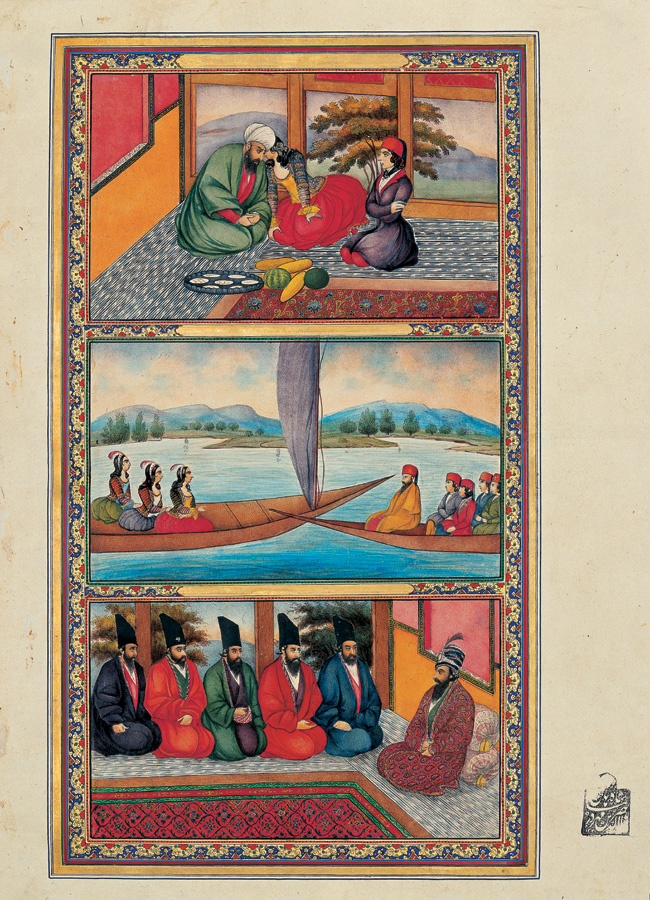
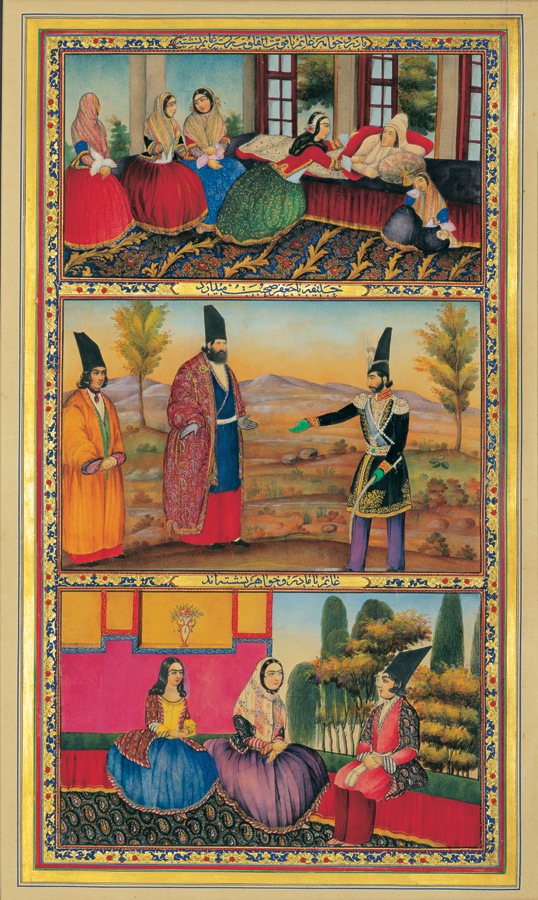
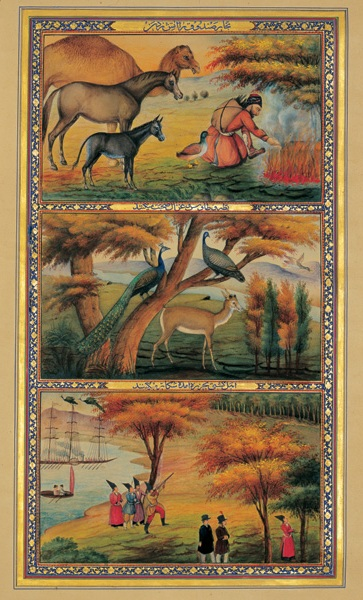
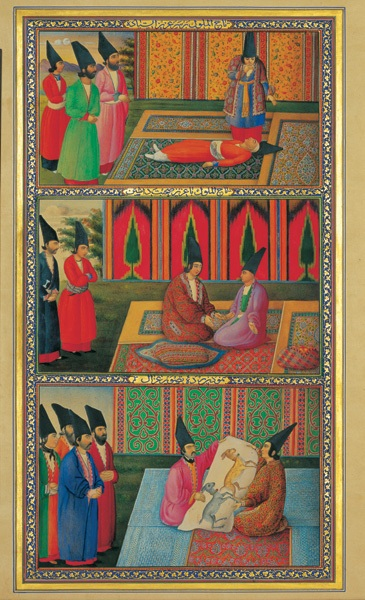
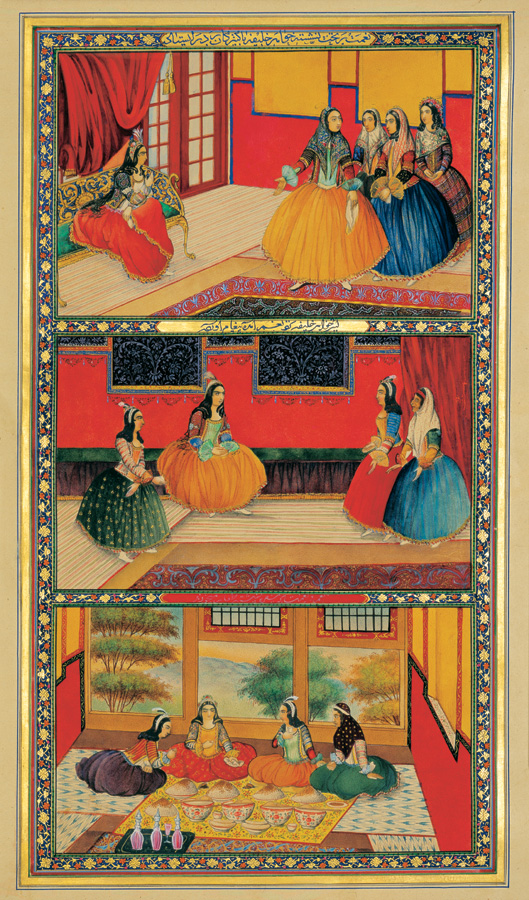
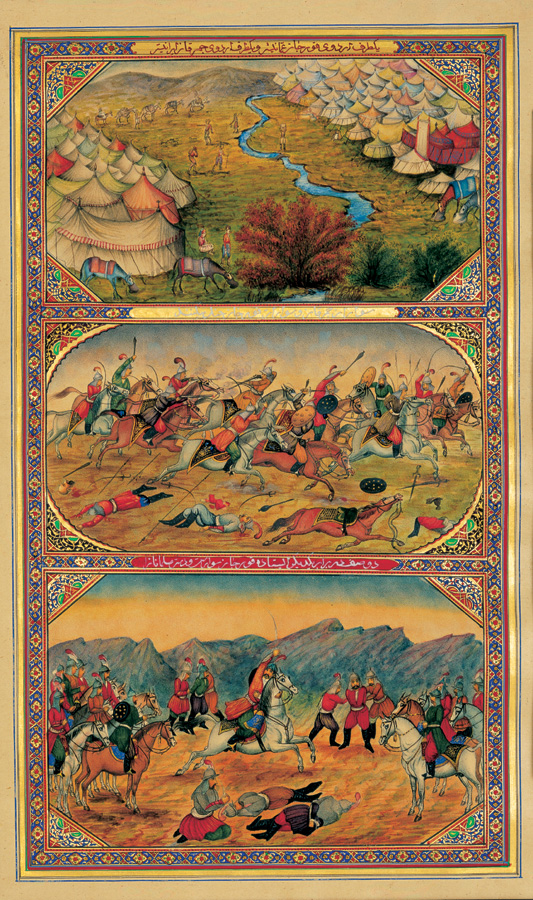
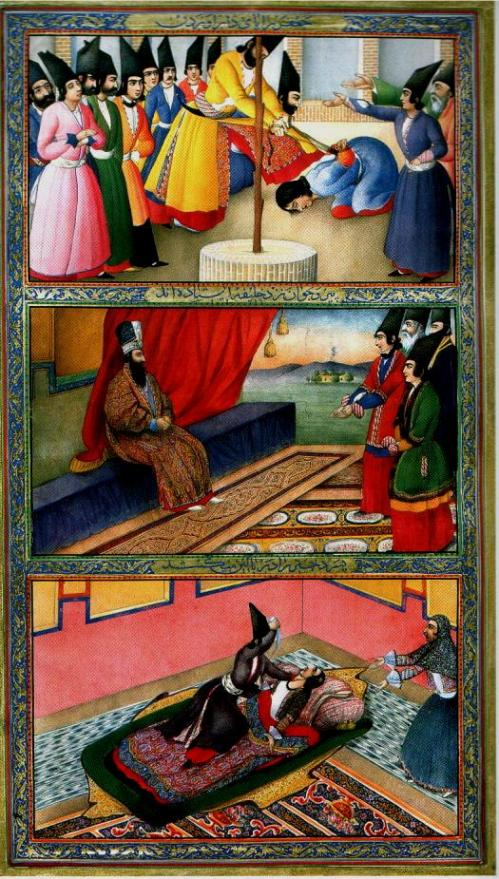
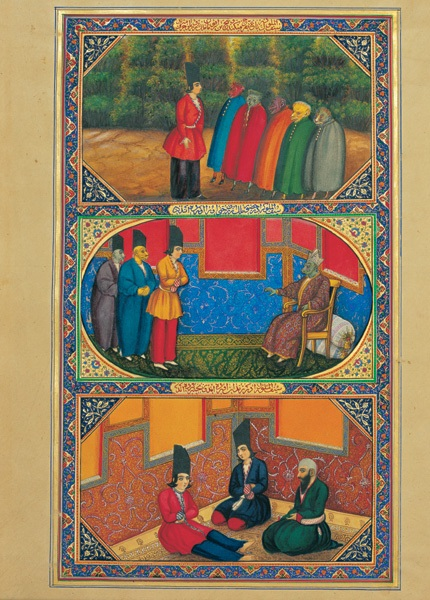